# Ехауеким, Александр Юделевич
Ехауеким Александр Юделевич (18 января 1893 года, Грива — 1966 год, Курск) — советский архитектор, член Союза архитекторов СССР.

## Биография
- 1915—1916 — подмастерье на фабрике «Отто Кирхер» в Санкт-Петербурге.
- 1920 — окончил художественно-промышленное училище в Остраве
- 1920—1921 — учитель рисования в железнодорожной школе Остравы.
- 1921—1923 — чертежник в музее Петрограда.
- 1926—1928 — техник-десятник в конторе «Промствой» в Ленинграде.
- 1927 — окончил Ленинградскую академия художеств.
- 1928 — архитектор конторы «Уралжилпроект».
- 1929—1932 — архитектор конторы «Уралпромстрой».
- 1932—1933 — бригадир института «Уралгипрогор».
- 1935—1944 — бригадир проектно-планировочной мастерской при Горсовете Свердловска, начальник проектно-планировочного бюро при проектировании Свердловского ботанического сада.
- 1944—1945 — главный инженер производственно-технического отдела проектной конторы «Курскоблпроект».
- 1946—1951 — старший архитектор архитектурно-проектной мастерской при Управлении главного архитектора города Курска.
- 1951—1961, 1963 — главный архитектор проектов конторы «Курскоблпроект».

## Осуществленные проекты

### Екатеринбург

##### Общественные здания
- Здание Урало-Казахстанской промышленной академии по улице Мира, 17 (1930)  исторический памятник (региональный)[1].
- приспособление Рязановской церкви под клуб автодорожников (позднее кинотеатр «Рот Фронт») по улице Розы Люксембург, 57 (1932) (в соавторстве с архитектором Валенковым Г. П.)
- Образцовая школа ДПГУ по улице Малышева, 71 (1933, утрачена).
- Клуб железнодорожников имени А. А. Андреева в Свердловске (1938) (в соавторстве с архитекторами Бабыкиным К. Т., Балакшиной Е. С.)  памятник архитектуры (региональный)[2].
- Сберкасса по улице Малышева, 31В (1939) (в соавторстве с архитектором Коротковым Е. Н.)  памятник архитектуры (региональный)[3].

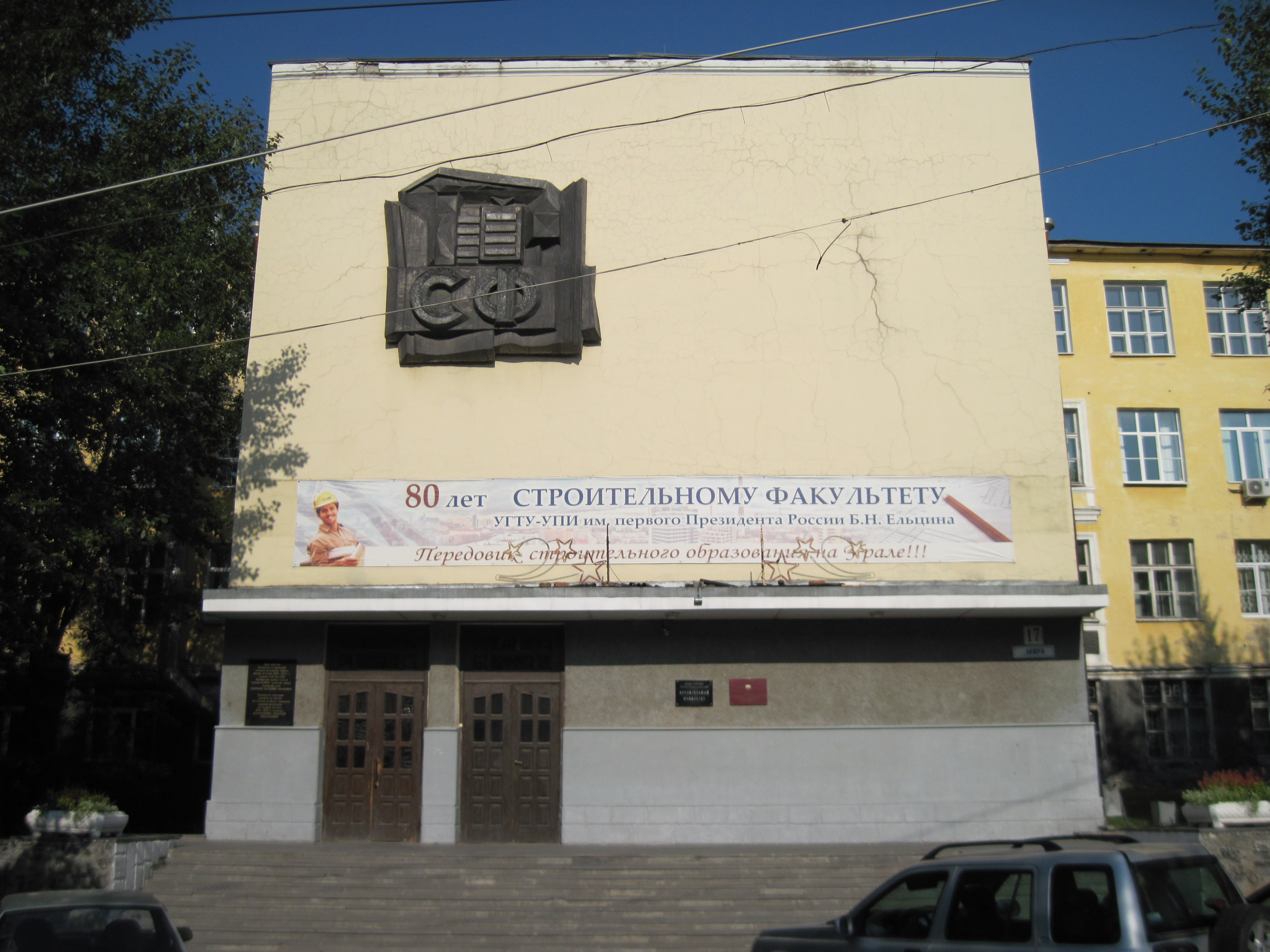
Строительный институт УрФУ (ранее промышленная академия)
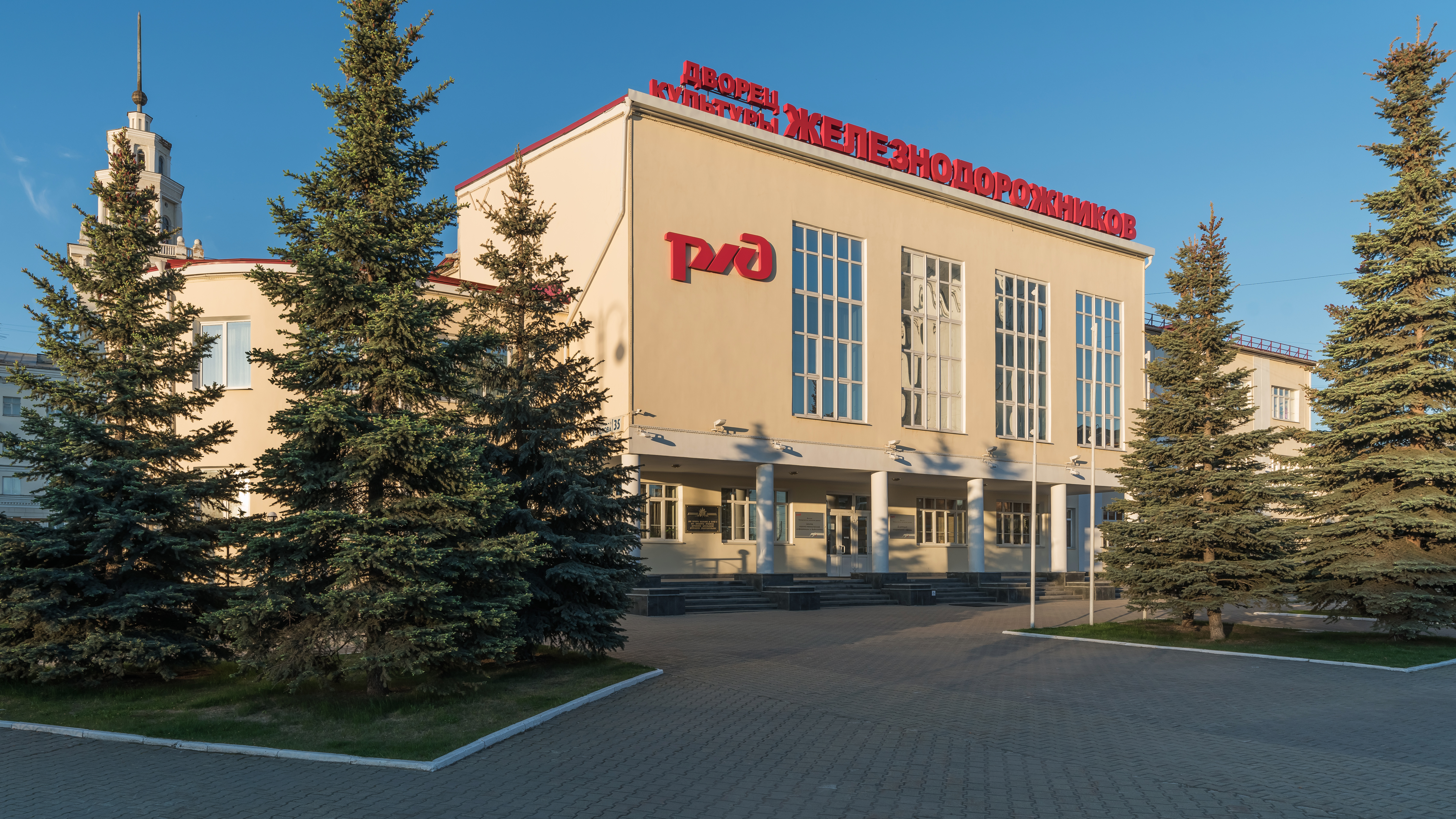
Клуб железнодорожников имени А. А. Андреева
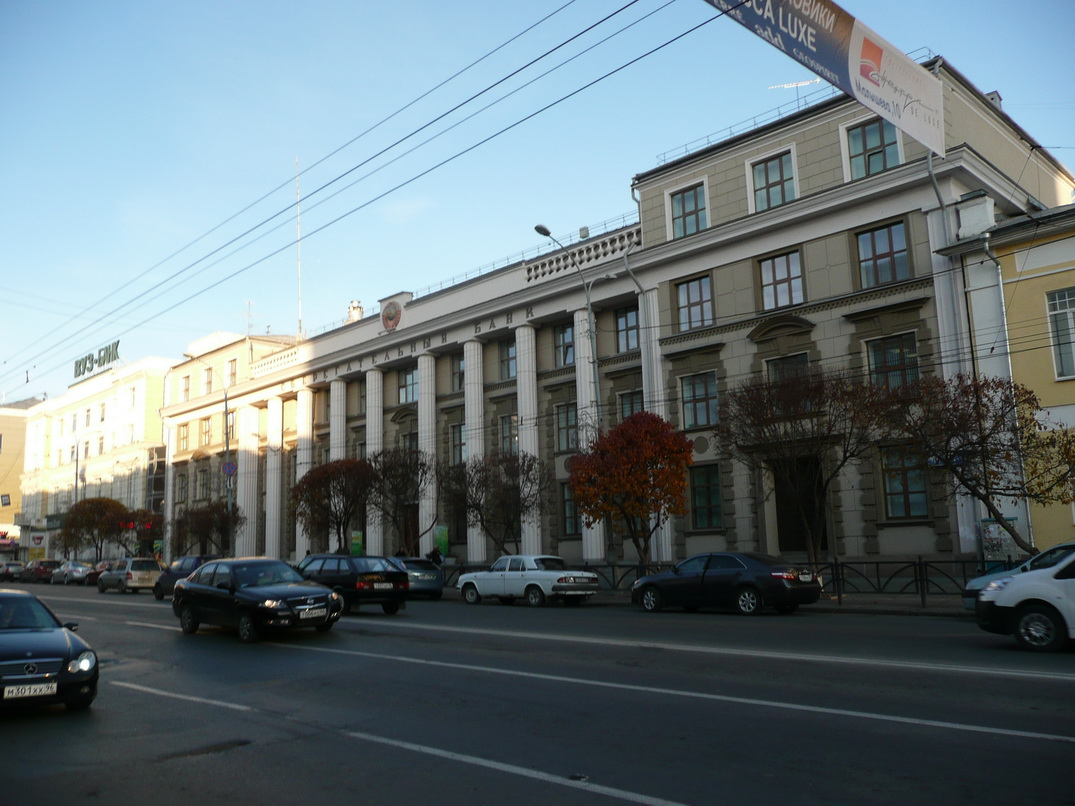
Сберкасса

### Свердловская область

##### Общественные здания
- клуб в Лобве (в соавторстве с архитектором Балакшиной Е. С.).
- Дворец культуры в Кизеле (в соавторстве с архитектором Балакшиной Е. С.).

### Курск

##### Жилые и общественные здания
- восстановление здания Управления МГБ по Курской области по улице Добролюбова, 5 (1949) (в соавторстве с архитектором Скибиным С. П.)  памятник архитектуры (региональный)[4].
- восстановление и реконструкция с приспособлением под поликлинику здания по улице Дзержинского, 81 (1951)  памятник архитектуры (региональный)[5].
- жилой дом для сотрудников УМВД по Курской области с магазином по улице Дзержинского, 54 (1953)  памятник архитектуры (вновь выявленный объект).
- жилой дом для работников завода «Аккумулятор» с булочной по улице Ленина, 108 (1955)  памятник архитектуры (региональный)[6].
- жилой дом для сотрудников УКГБ по Курской области (индивидуальный проект на базе типового проекта института «Ленпроект» 1-405-2) по улице Гайдара, 4 (1956).

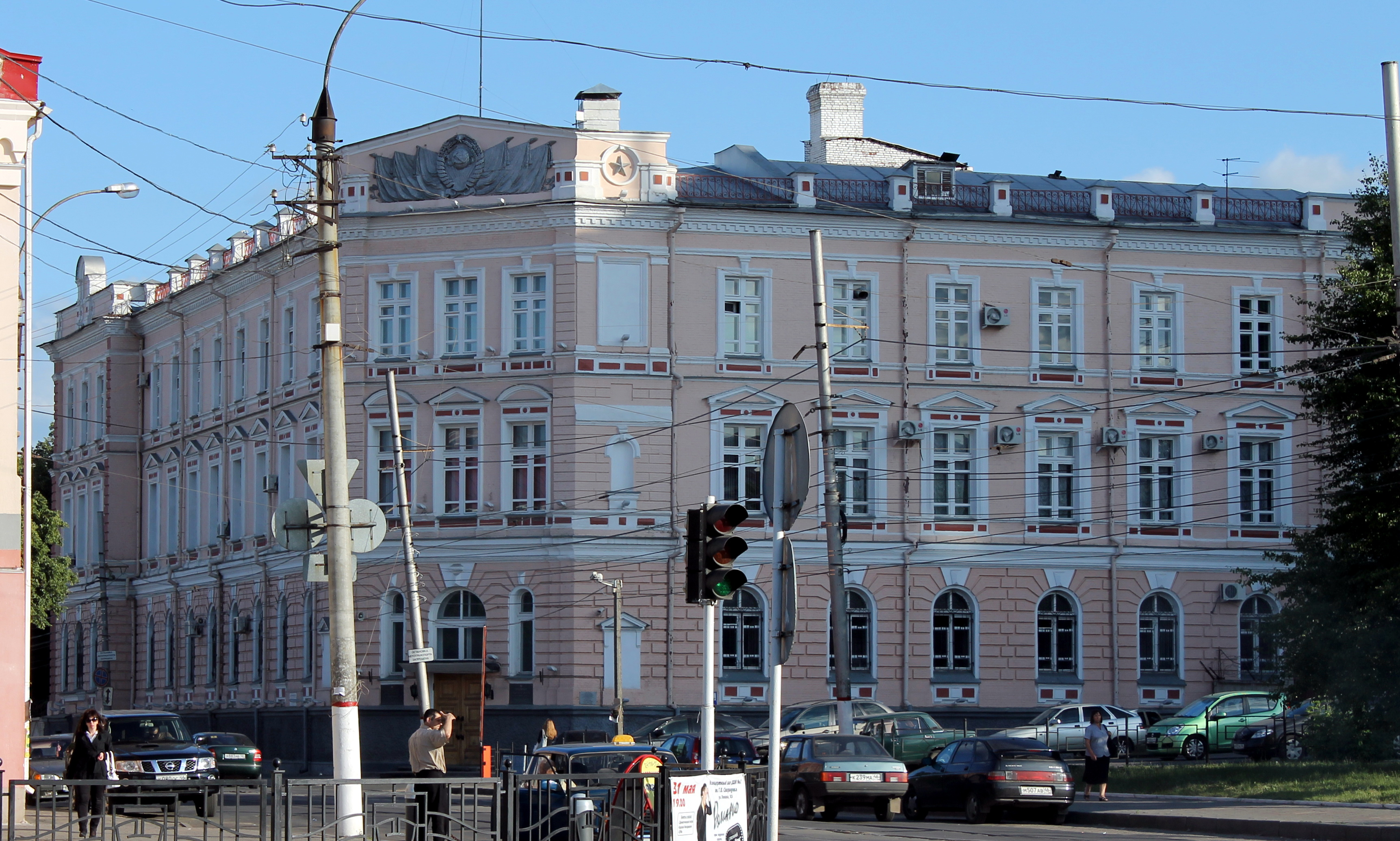
УФСБ РФ по Курской области по улице Добролюбова, 5
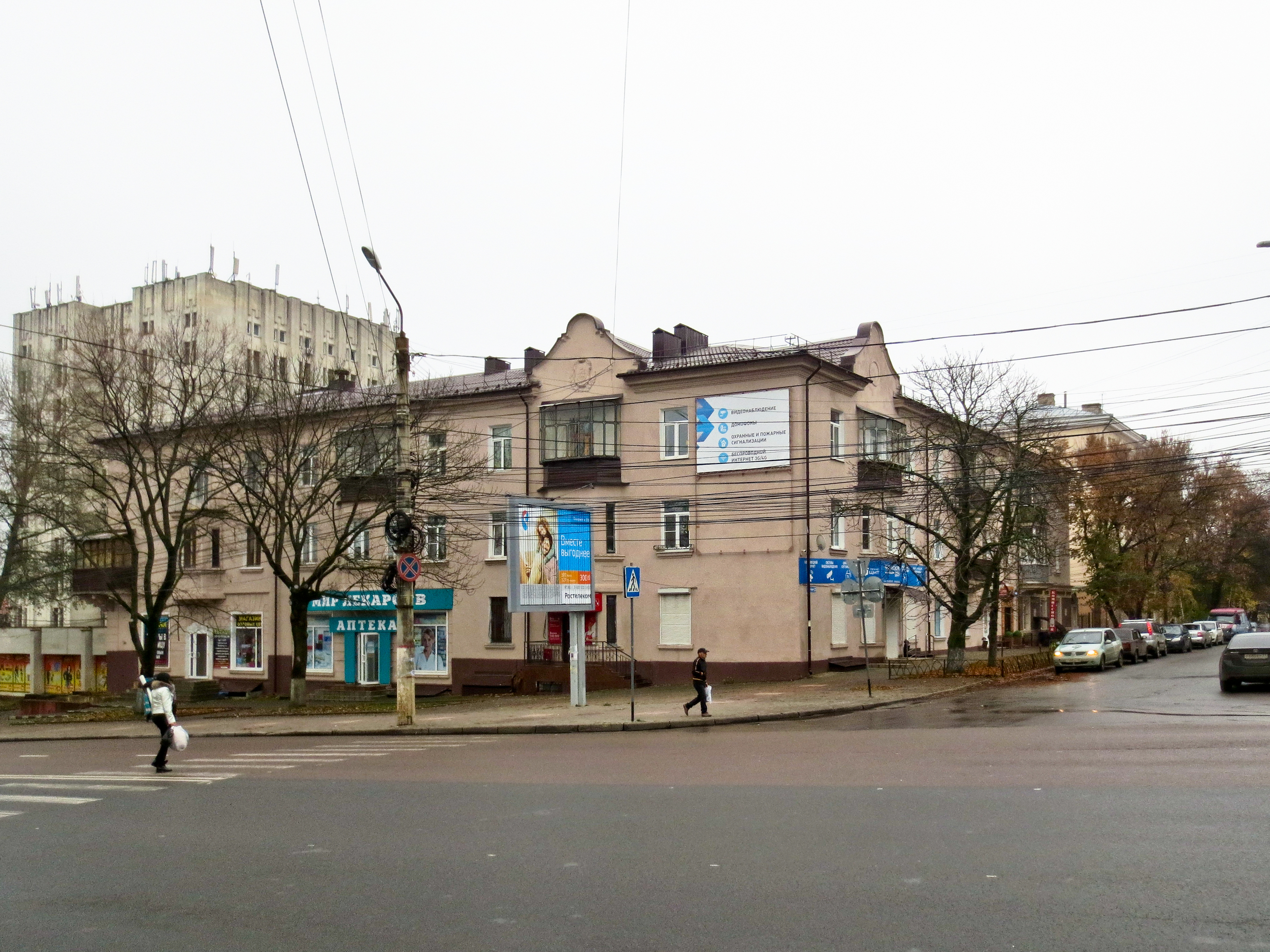
3-этажный жилой дом на 24 квартиры по улице Дзержинского, 54
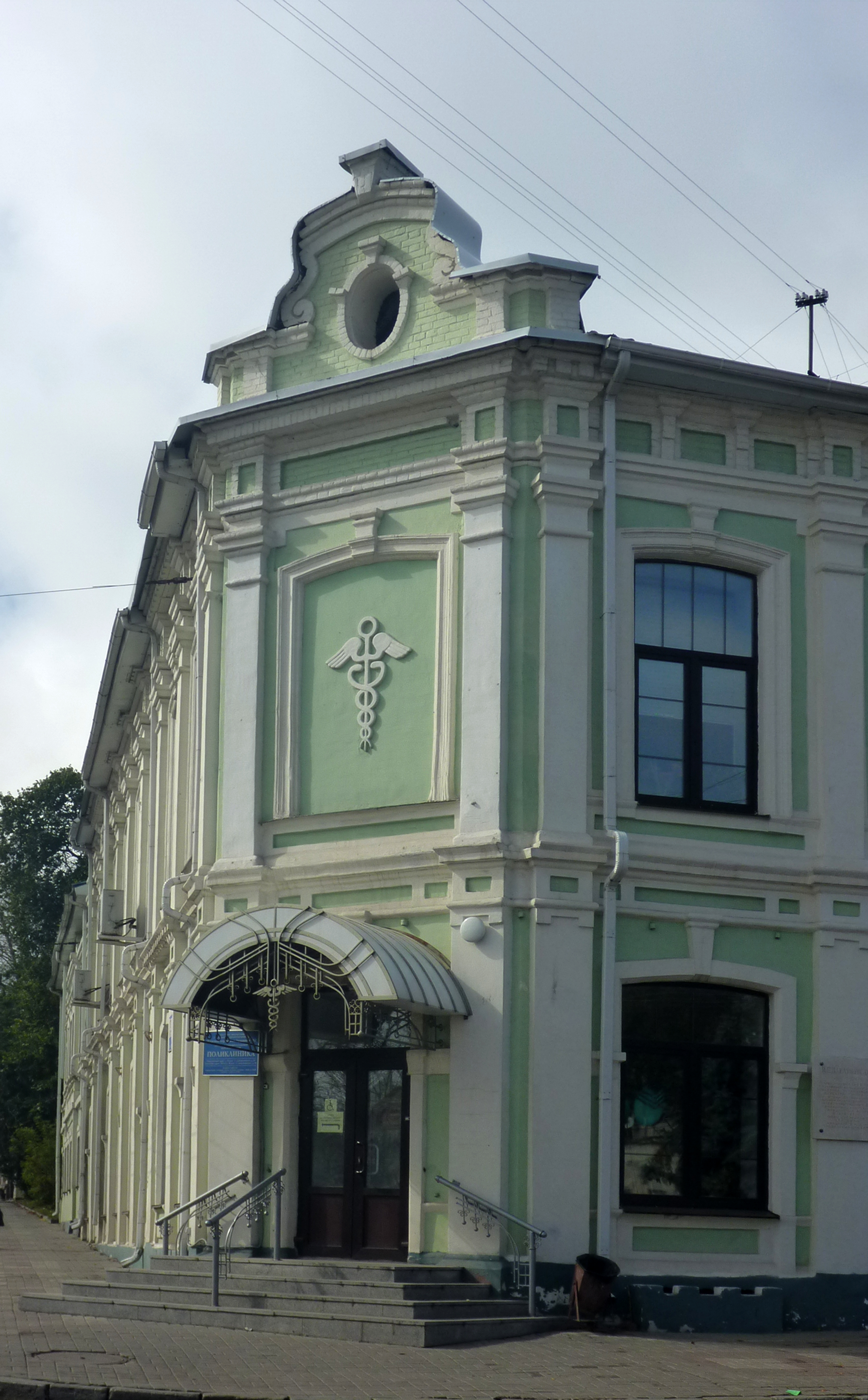
Курская городская больница №2 по улице Дзержинского, 81
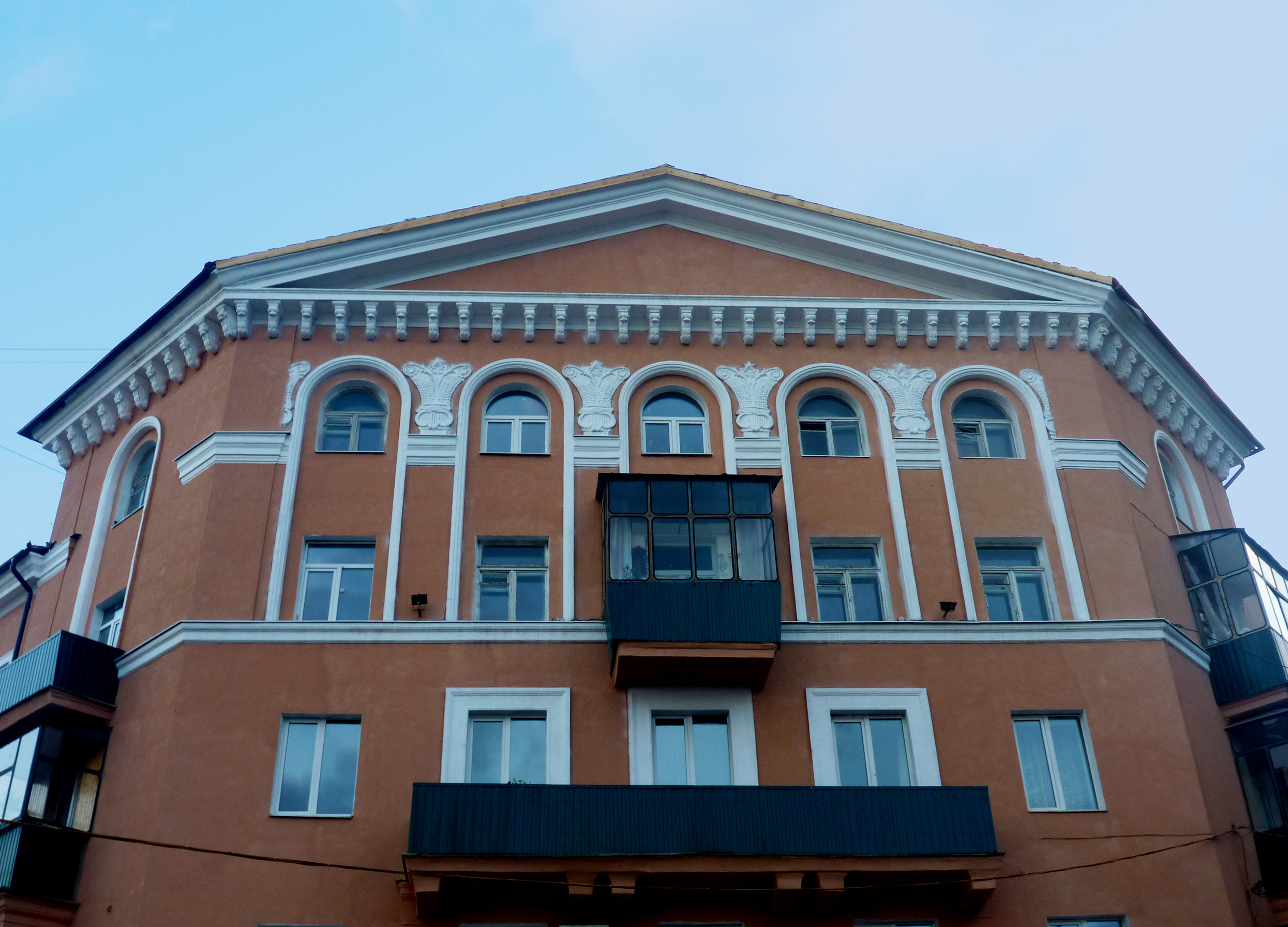
Жилой дом с булочной по улице Ленина, 108
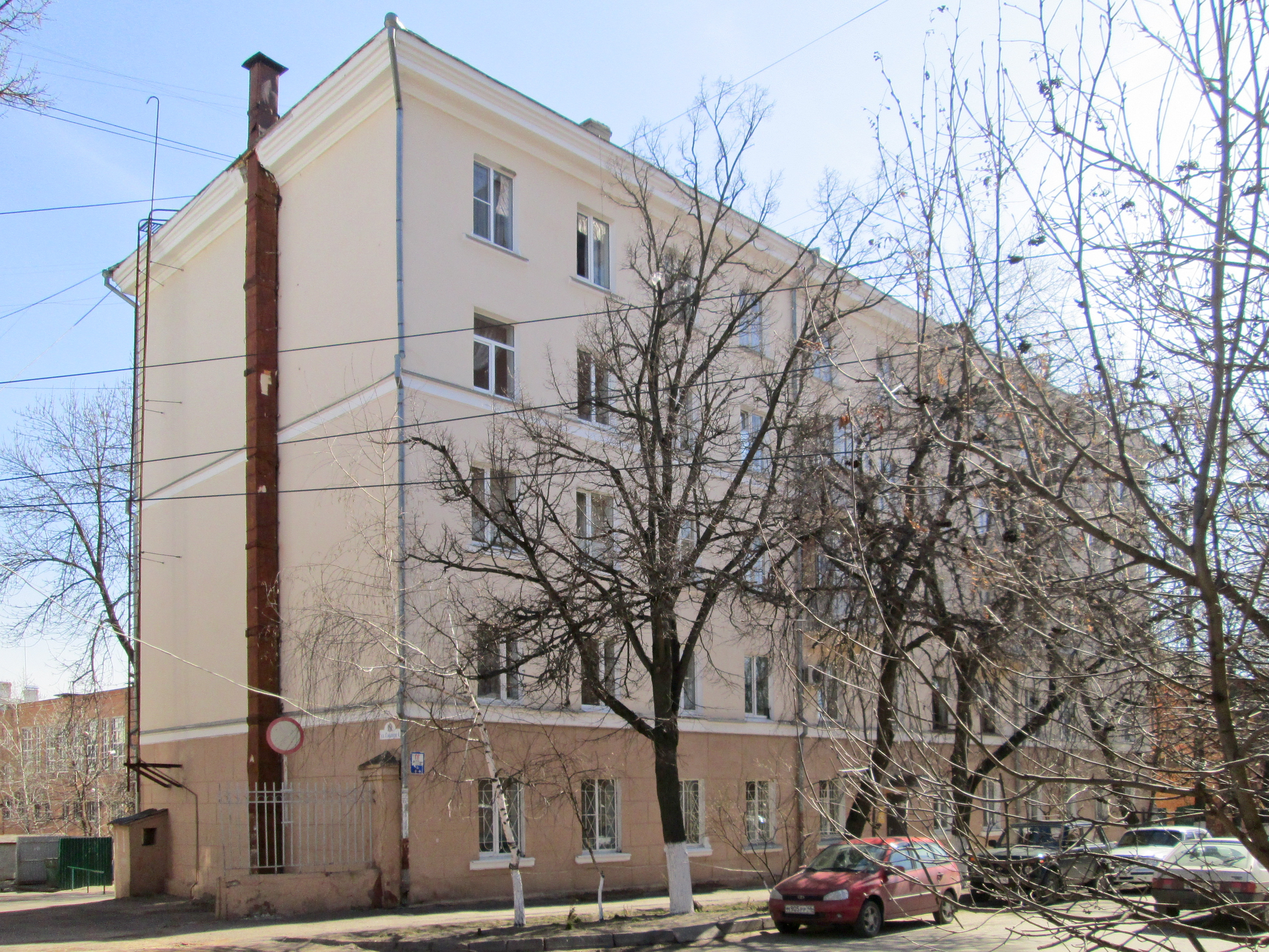
5-этажный жилой дом на 30 квартир по улице Гайдара, 4

##### Планировочные работы
- генеральный план областной библиотеки имени Н. Н. Асеева по улице Ленина, 49 (1956).

### Курская область

##### Промышленные здания
- механический завод в Щиграх.

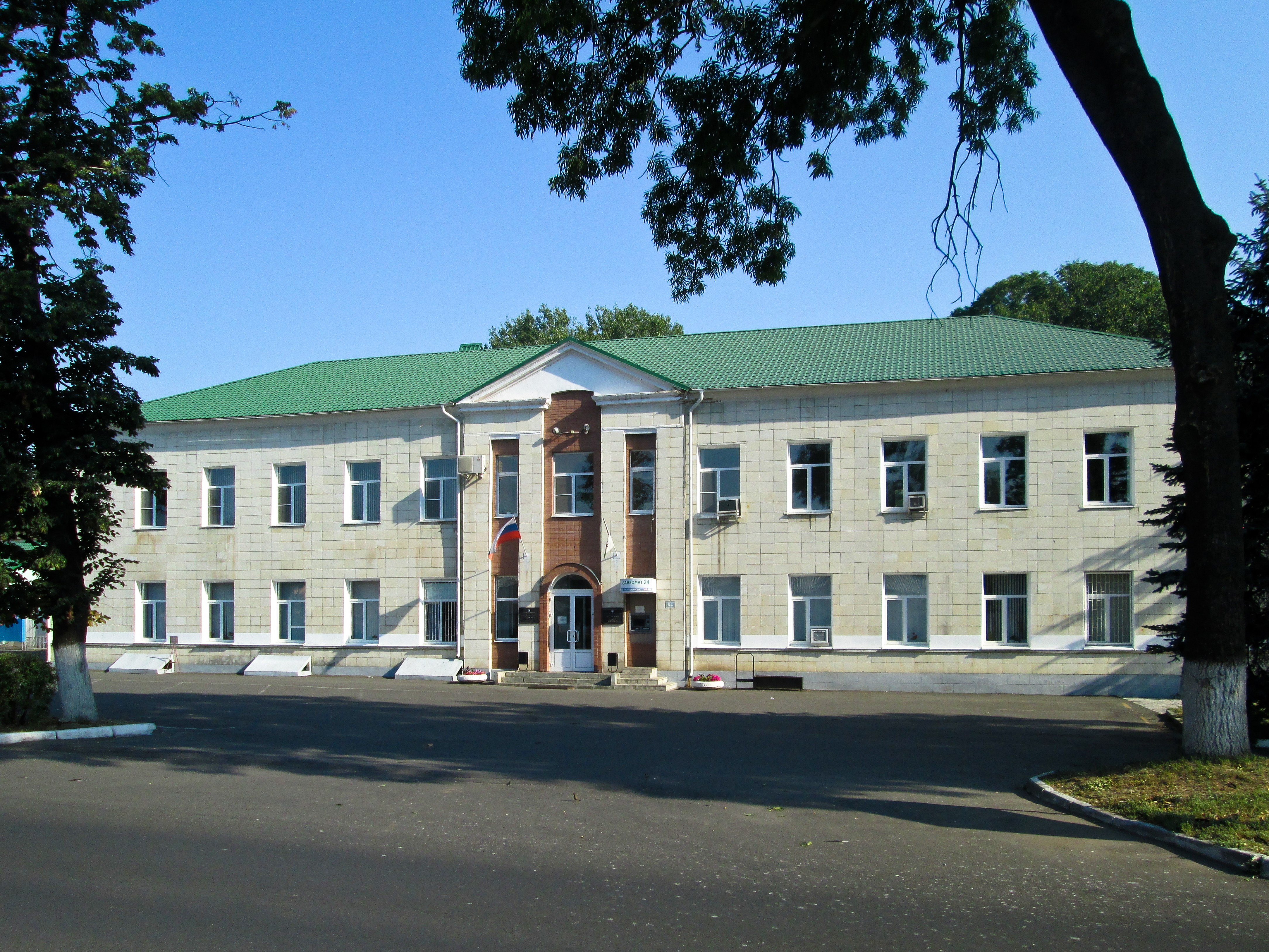
Заводоуправление предприятия Геомаш в Щиграх

#### Планировочные работы
- проект планировки райцентра Хомутовка (1957).

### Белгородская область

##### Промышленные здания
- заводоуправление механического завода в Старом Осколе.

##### Планировочные работы
- детальный проект планировки райцентра Сажное (1946).

## Нереализованные проекты

### Одесса
- конкурсный проект памятника Ленину В. И. (1925).

### Ленинград
- конкурсный проект памятника Ленину В. И. (1926).

### Курск

#### Планировочные работы
- Вариант планировки и застройки центра города Курска: здания Дома Советов, Горисполкома, гостиницы, жилого дома и других (1946) (в соавторстве с архитекторами Токманом М. М., Ниц П. Т.)[7].

### Курская область

##### Жилые и общественные здания
- проект реставрации Палат гетмана Мазепы в селе Ивановском, Рыльского района (1949).

## Оценки творчества А. Ю. Ехауекима
Заслуженный архитектор РСФСР Теплицкий М. Л.:

Александр Юделевич любил архитектуру, много работал над архитектурными деталями и шаблонами, доводя их до совершенства. Он пытался сам лепить отдельные детали для проектируемых зданий, часто бывал на стройках, осуществлял авторский надзор.

## Смерть и похороны

Надгробие на могиле архитектора Александра Ехауекима

Александр Юделевич Ехауеким умер в возрасте 74 лет в 1966 году от сердечного приступа и был похоронен на Еврейском кладбище города Курска.